# Coenagrion melanoproctum
Coenagrion melanoproctum är en trollsländeart som först beskrevs av Selys 1876.  Coenagrion melanoproctum ingår i släktet blå flicksländor, och familjen sommarflicksländor. Inga underarter finns listade i Catalogue of Life.